# 高輪談判
高輪談判（たかなわだんぱん）は、明治2年7月12日（1869年8月19日）に東京高輪で開催された明治政府首脳とイギリス・フランス・アメリカ・イタリア・ドイツの5ヶ国の駐日公使による会談。この会談で日本が官民の（二分金を中心とした）贋貨の回収と近代貨幣制度の導入を国際公約となった。また、新貨条例や造幣局設置のきっかけとなった。

## 明治の悪贋貨問題

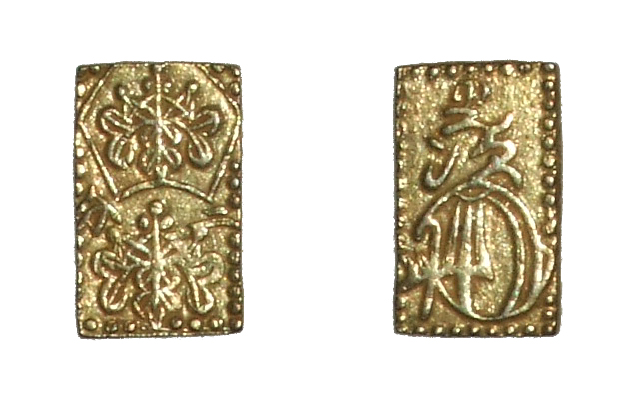
万延二分判

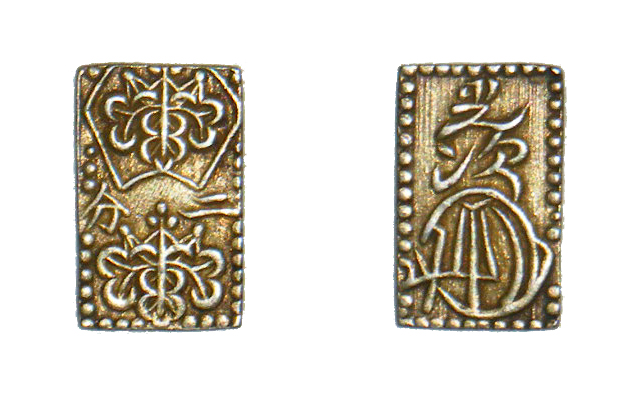
贋造二分判

開国以後、江戸幕府は金の海外流出を食い止めるために金貨の質を落としたが、そのために物価は上昇、社会は混乱し、欧米商人も経済的な打撃を受けた。このため、慶応3年5月13日（1866年6月25日）に欧米諸国は江戸幕府と改税約書を結び、内外貨幣の等価交換とその安定化のために万延年間に定められた現行の貨幣水準を当面維持し、将来的には国際水準に見合った貨幣制度を導入することを約束させられたのである。
だが、当時幕府財政は破綻寸前であり、改税約書が結ばれた当時には既に幕府はこれよりも質を落として貨幣を発行し続けていた。やがて戊辰戦争が始まると、外国より武器を輸入するための戦費調達を目的として奥羽越列藩同盟の会津藩・仙台藩・二本松藩・久保田藩などが贋貨を鋳造し始め、続いて薩摩藩・土佐藩・芸州藩・宇和島藩・佐土原藩・郡山藩などの官軍諸藩もこれに続いた。さらには加賀藩や筑前藩、久留米藩などの、戦争に積極的とはいえなかった藩までが贋貨を鋳造するようになった。特に当時の欧米を中心とした通貨制度の主流が金本位制であったこと、当時の小判の形状が対外的な運搬・流通などに不便であったことから、代わりに対外決済の分野で最もよく使われていた二分金の贋貨鋳造が盛んに行われ、中には銀貨に金鍍金を施した贋貨とほとんど変わりのないものまで出現した。そして明治政府が設置した貨幣司もまた、明治元年4月17日から翌年2月5日にかけて幕府から接収した金座・銀座において、質の劣る金貨を約381万両、銀貨を約224万両、合計約605万両を鋳造した（これは一応政府が発行した公式通貨であるが、政府自らが規定した貨幣としての基準を満たしていないという点では贋貨となんら変わりがない）。諸藩の鋳造額は不明だが、公式に届け出たものでは芸州藩は約19.6万両、久留米藩は約3万両、土佐藩は約5.1万両、薩摩藩は公式には明かさなかったものの、吉井友実が藩の会計係に問い詰めた上での推計は約150万両とされている。もちろん、実際には内乱に乗じた他の諸藩や民間でも同様の贋貨作りが行われており、明治2年3月に外国官（後の外務省）より公議所に対して3,000万両の贋貨が外国商人の手に落ちたという「風説」があると報告されている（「問題四条」）。つまり、当時の政府もその具体額は把握しておらず、将来的にも全容を明らかにするのは困難である（3,000万両は過大であるとしても、現在明らかになっているだけで800万両近くあり、それを遥かに上回る金額の悪貨・贋貨が発行されたと考えられる）。

## 大隈重信と諸外国との交渉
大量の贋貨（政府発行の悪貨を含む）の流通は物価を不安定化させ経済にも悪影響を与えた。特に一般の商人や民衆には金銀貨の真贋を見分けることは難しく、外国商人の中にも贋貨を入手して損害を受ける者も出た。

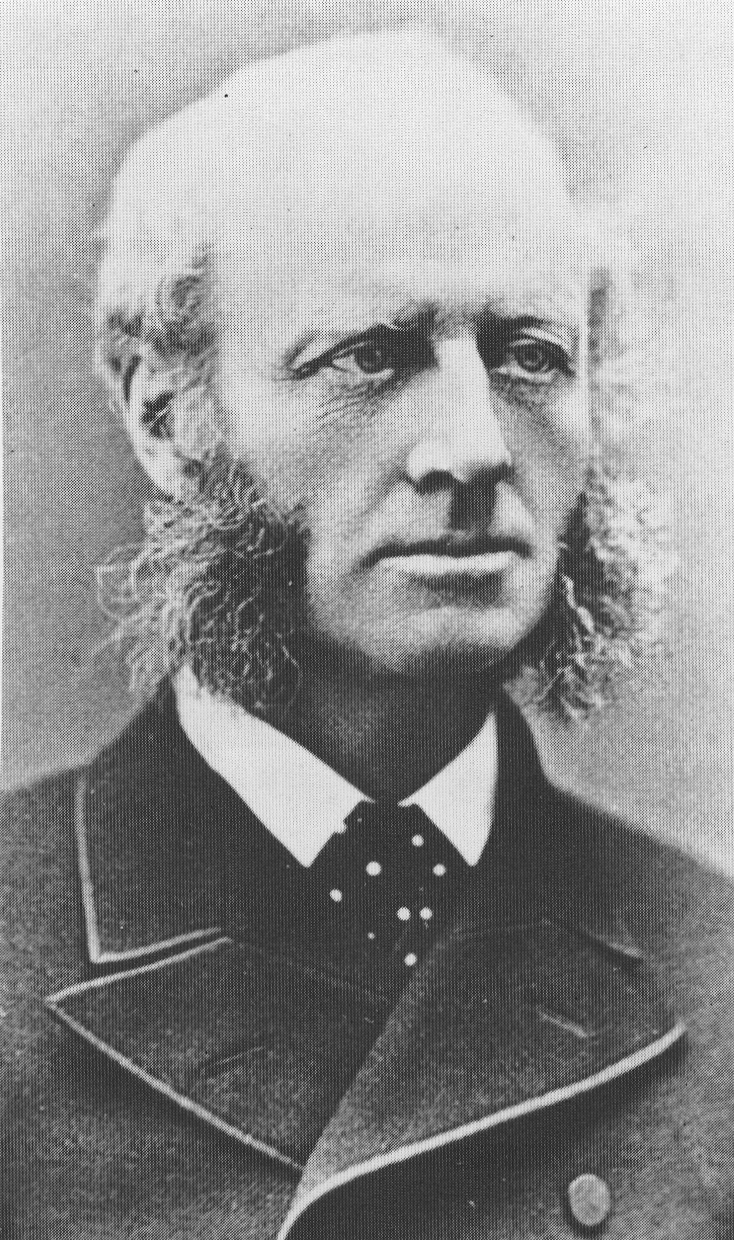
パークス

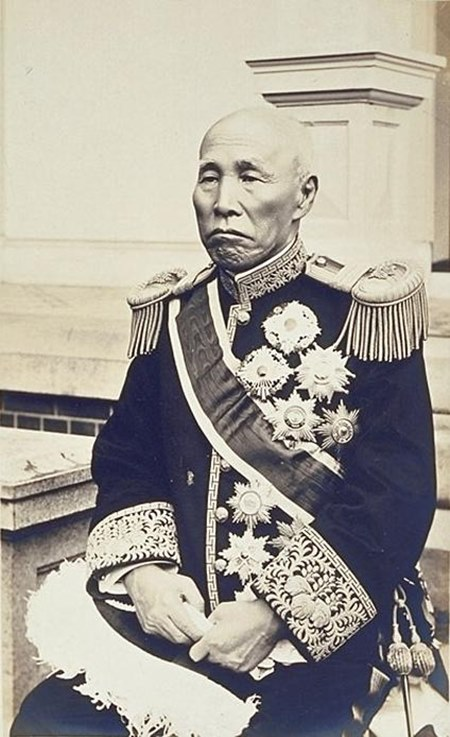
大隈重信

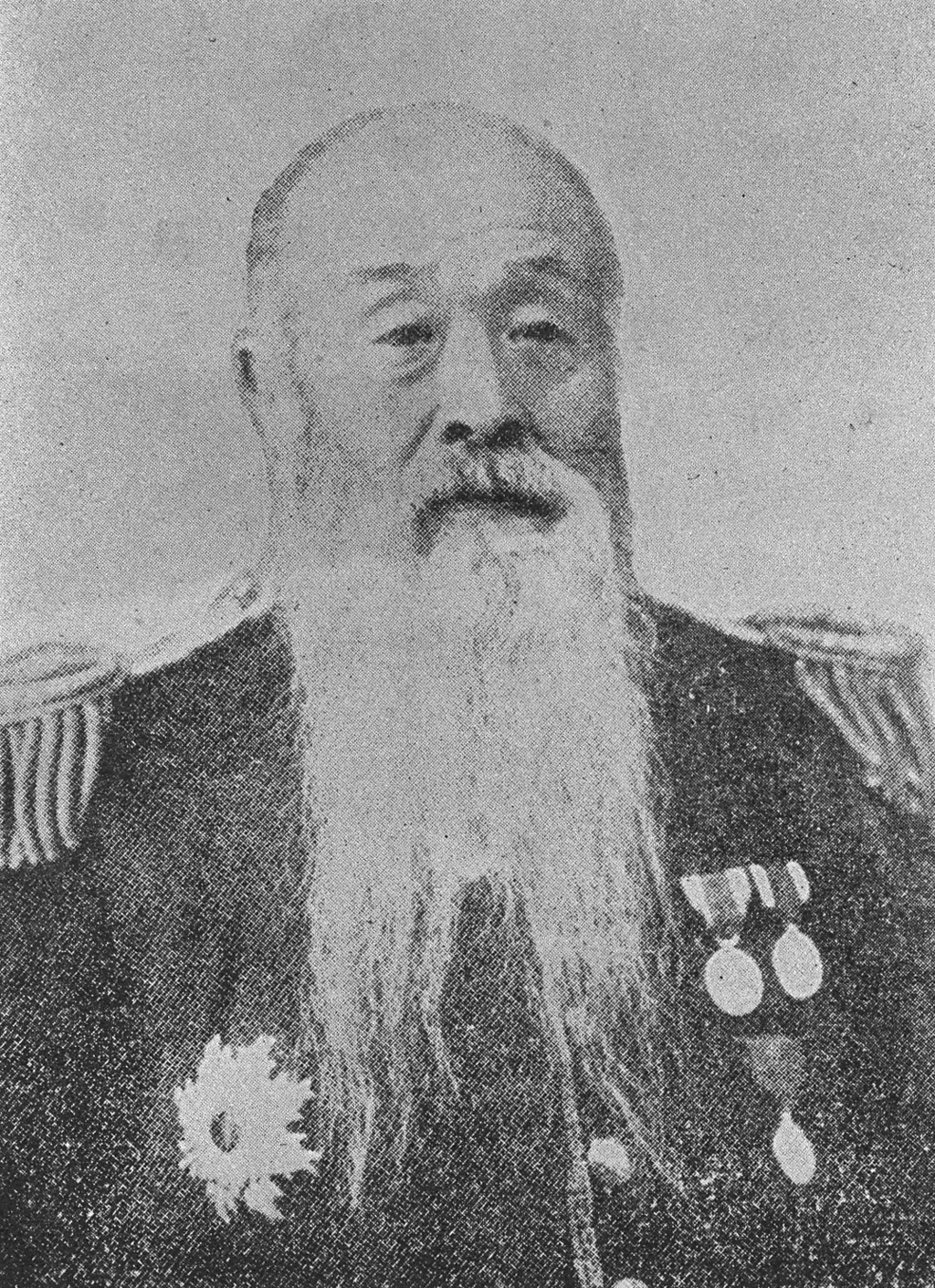
由利公正

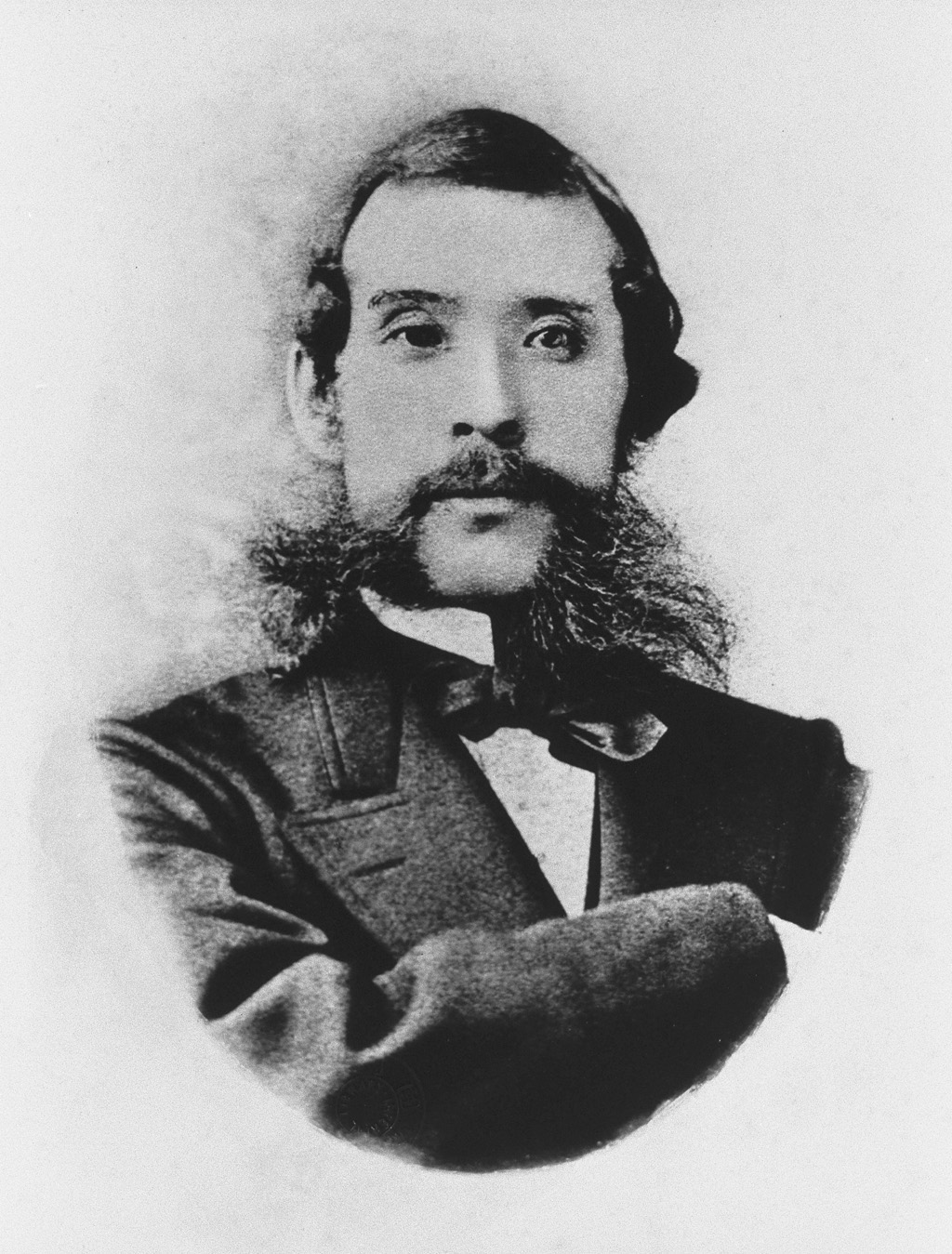
大久保利通

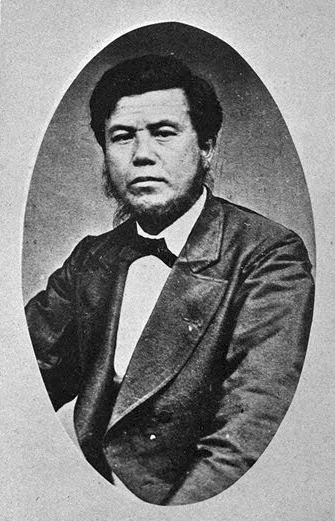
木戸孝允

これに不満を抱いたのがイギリス公使であったハリー・パークスである。パークスは薩摩藩・長州藩を支援して明治政府の成立に協力していた経緯があるだけに、政府が極秘で改税約書に違反した悪貨を鋳造していることに気づいていたが、これを放置しておくことは日本と貿易を行うイギリス商人の利益に反することであると考えていた。従って、内乱が終結した後には直ちに明治政府が通貨改革を行うことを望んでいた。
明治2年1月7日、パークスの呼びかけでフランス・アメリカ・イタリア・ドイツの各国公使が相次いで新政府に対して「新政府（明治政府）が改税約書に違反した通貨を鋳造しているという噂があるために通貨の相場が暴落して商人たちが損害を受けている」として贋貨一掃のための措置を採る事を要求した。明治政府は突然の要求に驚いたが取りあえず外国官副知事の小松清廉（帯刀・薩摩藩家老）に対応をさせようとした。ところが、その小松が病に倒れてしまった（翌年36歳で急死）ために、病床の小松が代役として推挙したのが肥前藩出身の大隈重信であった。
大隈は直ちに外国官副知事兼参与に任じられ、更に会計官（後の大蔵省）への出向（1月12日）が命じられたのである。だが、明治天皇の東京行幸を目前に控えて大隈は直ちに京都からパークスのいる横浜に動くことは出来ず、大隈は外国官知事伊達宗城（前宇和島藩主）らと協議の結果2月5日に内外に向けて近いうちに新貨幣を発行することを発表し、パークスには神奈川県知事を兼務していた外国官判事寺島宗則が宥めるように指示している。だが、これがパークスを怒らせて1月22日と2月21日に改めて政府に事情説明を求める書簡を送っている。そこで2月30日に伊達の名において各国公使に対して政府は現在の通貨（公式にはそれが改税約書違反の悪貨とは認めなかった）を今後は鋳造せずに新貨幣の準備が整うまでは太政官札で対応していくこと、太政官以外の組織・個人はたとえ諸侯であっても貨幣を鋳造するものは処罰の対象となることを通知したのである。だが、実際には当時（版籍奉還以前）の明治政府は諸藩に対して命令を下す権限を持っておらず（従って明治政府の命令である太政官布告ではなく、要請に近い太政官達が出されていた）、特に薩摩・土佐両藩は「戦勝国」の立場を利用してその後も贋貨を鋳造し続けたのである。また、会計官では不換紙幣としての太政官札の企画を推進してきた副知事の由利公正が従来の財政問題を巡る路線対立に加えて、外交問題から太政官札の位置付け変更に踏み込んだ通貨改革の流れに発展してきたことに対する不満から辞意を表明していた。更にこうした一連の遣り取りが内外に伝わると2月28日には横浜居留地の商人たちが会合を開いて明治政府に贋貨によって生じた損害賠償を求める事を決議し、更に一部の商人が今後の回収に期待して暴落した贋貨を買い占めるなど様々な思惑が動き出し始めていた。
3月18日に東京に入った大隈は各国公使と会談する一方で、贋貨整理案の策定を急いだ。その結果、太政官の許可を得次第、3月30日（末日）をもって「新通貨の発行決定・金札（太政官札）を正貨同様の通用（等価化）・金札相場の廃止」という第1弾の新方針を布告する準備が整うまでに至った。ところが、布告前日の29日になって太政官より反対論が出されて布告は中止されて、正式決定を前提として大阪に布告文を送付している途中であった飛脚が東京に呼び戻されることとなった。反対の中心人物は明治政府の実力者大久保利通であった。この日、大久保が岩倉具視に対して送った書簡に「町人という者は浅墓なものなので、少しお上がハキハキと申し付ければ、如何様にも従うものである。（要旨）」とあるように、商人は「お上」の命に唯々諾々と従う存在であるのだから、政治的基盤が未だ脆弱で「お上」としての権威を十分に持っているとは言えない明治政府が慌てて貨幣改革を行うことによって、万が一命令が行き渡らずに「お上」（＝明治政府）に対する「万民の信」の無さと無力ぶりを内外に示すことになっては政権の崩壊につながると考え、通貨改革を不要不急のことと捉えていた。更に大久保は当時はまだ表にする事は避けていたものの、贋貨整理の過程で自分の出身である薩摩藩が秘かに贋貨を作っていた事実が内外に明らかになった時の反響を危惧していたのである。
この状況に大隈は落胆し、30日に現職在任のままで兼務していた会計官副知事（由利の後任）を辞任することも考えるようになる。この危機を救ったのは病気静養中で東京にいなかった木戸孝允であった。木戸はこの事情を知って、4月17日付で吉井友実に託して大久保に送った手紙において、貨幣の流通の現状は「全身不随」であり、このような状況を放置しては大政一新（明治維新）はままならないこと、そして遠回しながら薩摩藩が自ら贋貨製造の事実を明らかにしなければ、維新における薩摩藩の名声は地に落ちることになると説いた。続いて2日後には岩倉具視にも別に書簡を送り、通貨改革を行なわなければ却って「万民の信」を失い、外国からは不正の汚名を着せられることになる。として、大久保に対する説得と大隈への助力を求めたのである。ここにおいて大久保も事の重大さを認識して、吉井や鹿児島滞在中の西郷隆盛ら薩摩藩出身者と相談した上で大久保個人による形式で薩摩藩への建白書を提出して「皇国（日本）の安危興亡」を救うために「御国（薩摩藩）」が身を犠牲にすることで「天下に大義を唱える」ことが可能となることを論じて、直ちに贋貨鋳造を取りやめて事実を明らかにすることで、薩摩藩が他藩に対して優位に立てると主張したのである。また、先に中止させた大隈による通貨改革の布告への反対を撤回したため、改めて4月29日をもって交付されることとなったのである。
以後、大隈（4月17日会計官副知事専任、7月6日大蔵省発足により大蔵大輔に移行）を主導として通貨改革に関する様々な布告が出されることとなる。以下はその主なものである。
- 4月29日－新通貨の発行決定・金札（太政官札）を正貨同様の通用（等価化）・金札相場の廃止。
- 5月2日－金札・正貨の交換を禁じ（等価であるため）、「太政官札」の呼称を禁じる（太政官以外に通貨発行機関が存在するとの誤解を与えるため）。
- 5月28日－金札の発行量を現状の3,250万両に留めて増刷を停止する。両替商・その他商人は贋金による取引を一切禁じる（贋金が鋳造・流通している事実を内外に正式に公表する）。明治5年までに新通貨を発行して金札との交換を行うまでの間、金札の流通を妨げてはならない（金札が新通貨発行までの正貨の代替となるため）。
- 6月6日（太政官達）－三都府（東京・京都・大阪）にある金札を回収して各府藩県に対して禄高1万石あたり2,500両分を6・7月の2回に分けて交付するので、それに相当する正貨を所定期間までに会計官に納付すること（この場合の「正貨」には贋金が混じっている事を黙認している）。
  - 6月17日－版籍奉還

さて、この2月30日の新政府からの通告以後、一旦は相場が安定してきたために明治政府の方針を見守ることにしていたパークスは、大隈の予想以上の急激な方針とその後の独自調査で予想以上に莫大な量が流通していることが判明した諸藩による贋貨が版籍奉還後に「新政府とは無関係である」と切り捨てられる事を憂慮していた。特にイギリスは幕末以来薩摩藩と多額の取引を行っており、その際に支払われた贋金が無効と言う事になれば、イギリスの商人や企業が打撃を受け、日本の貿易は大混乱に陥る事を警戒したのである。そこでパークスは他の4国公使と協議して、7月6日に明治政府に対して覚書を送付して、政府が大隈の方針を貫徹出来るのか、そして諸藩が発行した贋貨について政府がどうするのかを確認するための協議を政府側と持つことを希望することを通知したのである。

## 高輪談判と新通貨制度への移行

### 高輪談判
7月10日、東京に置かれた英国大使館を外務省への改編に伴って外務卿に就任した澤宣嘉と同じく大蔵省への改編に伴って大蔵大輔に就任した大隈がパークスを訪問する形式で予備会談が行われた。これに続いて7月12日に高輪接遇所において正式な会談が開催された。これを「高輪談判」と呼ぶ。日本側からは太政官の最高責任者であった右大臣三条実美・大納言岩倉具視・外務卿澤宣嘉・大蔵大輔大隈重信・外務大輔寺島宗則が出席し、伊藤博文がこれを補佐した。対する公使側はパークス（イギリス）・ウートレー（フランス）・ヴァン・ヴォールクンバーグ（アメリカ）・ド・ラ・トゥール（イタリア）・ブラント（ドイツ）であった。
現在残されている談判に記した記録によれば、談判は終始パークスの独擅場であり、明治政府が改税約書違反の悪貨を鋳造し、諸藩が贋貨を鋳造していたとする事実を示す証拠を次々と突きつけていった（一部記録によると政府側の要領を得ない回答に興奮して、傍にあったコップを叩き割ってしまったとされている）。明治政府は最後まで体面上悪貨鋳造の事実を認めることを拒否したが、複数の藩が贋貨を鋳造していた事実を認めた。その後、通貨改革によって正貨・贋貨を問わず全ての現行貨幣を引き揚げて早急に（既に大隈より明治5年11月までという案が出されていた）に引き換えを行うこと、応急措置として外国人の所持する二分金（実は一番問題となっていた政府及び諸藩発行の悪貨・贋貨でもあった）の検査を行って、封包を行って検印を施し、それを行ったものについてはたとえ贋貨であっても正貨と等価による納税または交換を認めることを了承させられたのである。その一方で、パークスが談判を仕切ったためにフランス公使によって出された損害賠償要求は事実上無視され、大隈の通貨改革についての異論は公使達からも三条・岩倉ら太政官首脳からも出されること無く、内外からの承認を得る形となり、結果的には明治政府による自主的な通貨改革そのものについては、大隈案に沿った形での方針が認められることになったのである。その後、7月19日に場所と出席者はそのままで再度開催されたものの、それは前回決定された事項の具体的な実施要綱についての説明など細部の調整のみで終了している。

### 通貨改革と贋貨処理
とりあえず、大隈の通貨改革は明治政府の方針、そして国際公約として認められたが、その実現までにはまだ4つの課題があった。
- 高輪談判で合意した外国人保有二分金の真贋調査（検勘）。
- 贋貨を発行した諸藩に対する処分の実施の是非。
- 贋貨と正貨の交換比率と期限の決定。
- 新しい通貨制度の決定とそれを実施するための新たな造幣施設の建設。

#### 開港場・開市場での検勘
19日の会談終了後、澤と大隈・伊藤は直ちに久世治作・上野景範・花房義質ら若手官僚と東京の有力両替商からなるチームを編成して全国の開港場・開市場で外国人の保有二分金の検勘を開始した。東京・横浜の外国人に対しては21日に各国公使を通じて提出させた二分金の検勘を23日より開始して、東京では同日中、日本屈指の貿易港であった横浜でも25日までに終わらせることに成功した。大阪と神戸では25日に提出・26日に検勘、長崎では27日に提出・28日に検勘、新潟では8月3日に検勘、最後の函館では8月12日に検勘が行われた。これによって各国の公使や商人達に明治政府の本気ぶりを見せるとともに海外に流出した贋二分金を日本に再度持ち込ませて検勘を受けさせる時間的余裕を与えなかったのである。封包した贋の二分金は9月より翌年3月にかけて各開港場・開市場で順次正貨に引き換えられた。外国商人達は日本側のこうした強硬なやり方に不満を抱いたものの、公使達がこれを受け入れていること、正貨との等価交換によって不十分ながらも補償を受けられたと判断されたことで損害賠償などを求める動きは一応収束することになった。

#### 贋貨発行藩に対する処分
8月24日、薩摩藩が「自訴状」を提出、続いて9月初旬には土佐藩もこれに続いた。これを受けて大久保や西郷、土佐藩出身の佐々木高行らは、薩摩・土佐両藩が自ら自首したこと、両藩は私利私欲のためではなく、維新実現のための軍備調達の必要からやむを得ず行ったことであるとして両藩への恩赦を求めたのである。だが、調査によって贋貨鋳造の事実が無い事が確認されていた長州藩や肥前藩出身者は、自分達は苦労の末に軍費を自前で調達したのに薩摩や土佐が違法手段で調達していたという事実に反発して、両藩から罰金を取ってそれを贋貨と正貨の引換の原資に充てるべきであると主張した。だが、9月13日に薩摩藩からの自訴状が集議院（公議所の後身）で明らかにされると、諸藩の代表からは薩摩や土佐が自らの不祥事を告白した潔さを評価して穏便な処分を求める意見が相次いだ。更に贋貨鋳造を行っていたその他の藩からも後日政府によって摘発された場合の後難を恐れて自訴状を出す藩が相次いだ。そこで翌明治3年4月29日に政府はそれまでに自訴状を提出した藩の贋貨鋳造を赦免し、またそれ以外の藩でも箱館戦争終結以前の贋貨鋳造行為に関してはかつて明治政府と戦った斗南藩（旧会津藩）なども含めてその罪を不問にするとした。この時点でほとんどの藩は贋貨作りを中止している。ところが、筑前藩のみはこの後も金札（太政官札）の偽造に切り替えて贋貨作りを継続し続けた。明治4年7月2日（廃藩置県の12日前）、その事実が発覚した筑前藩は黒田孝高以来の福岡47万石を没収されて事実上改易されてしまうのである。

#### 贋貨・悪貨の交換問題
さて、先の検勘の際に強引な日程を組んだ背景には、外国との関係の都合上贋貨と正貨の等価交換をやむなく認めたものの、実際に全ての贋貨を同じように正貨と等価で引き換えた場合には明治政府の財政が破綻するのは目に見えていたからであり、その額をなるべく抑制したいという明治政府と貿易関係の維持のために政府の崩壊に至る事態は避けたいと考える外国公使との思惑の一致があったからである。
7月22日に太政官布告が出され、人民は10月末までに官に贋貨を提出するように命じた。だが、一般の人々には正貨と贋貨の区別をつける方法が無く（そもそも簡単に区別がつけられるのであれば、外国人に対する検勘は必要がないことになる）、かつ贋貨の方が大量に出回っているために全く意味が無かったのである。8月11日に大蔵省と民部省が合併されて大蔵省が財政の全権を掌握できるようになると、大隈や伊藤を中心に整理のための方策が検討されることになった。大隈や伊藤は当初、贋金貨100両に対する実際の価値を20両前後と見て、それに多少上乗せをして25両で引き換えることを考えた。だが、これに対してたちまち政府内で反発が噴出した。一般の人民は自分の持っている通貨の真贋を見極められないのに、ある日突然それは贋金だからとその価値を4分の1にされたら人々は大混乱に陥り、各地で一揆や打ちこわしなどの騒ぎに発展する危険性がある。今の明治政府にはこうした一揆や打ちこわしを鎮圧するだけの十分な力はなく、一歩間違えれば政府は崩壊すると言うのである。特に政府が頼りにしていた薩摩藩・土佐藩が自前の贋貨を大量に自己の領民に流通させている可能性があることもその危惧を高めていた。長州藩出身の広沢真臣が薩摩や土佐などの贋貨鋳造藩から罰金を徴収してそれを引換の元手にすることで40両前後にまで引き上げる案も出されたものの、前述のように穏便な処置を望む意見が占める中では実現は困難と思われた。
やがて、政府内で長い協議の末、10月24日に以下の太政官布告が出された。
「悪金ノ儀ハ、兼テ御布令ノ通、府藩県ニテ取調十月中ニ可申出筈ノ所、此度引換ノ道被為立、銀台ノ分ハ格別ノ訳ヲ以百両ニ付先金札三十両ニ御引換被成下、追テ総員数銘々持分等巨細御取調ノ上、猶御詮議ノ品モ可有之候条、御趣意ノ程厚ク相心得可申候……（以下略）」
これによって贋金100両を金札30両に引き換える事を表明するとともに事情によっては将来的に上乗せされる可能性がある事を仄めかす内容とされた。これを受けて11月より順次引換が開始されたが、目標としていた年内完了には至らず、翌3年3月2日、同12月15日と期限を延長しても処理が追いつかなかった。そのため、明治4年1月25日に引換を打ち切り、以後は金銀混合の地金として時価で扱うものとする太政官布告が出された（ただし、同年中は希望者には引換は継続されている）。だが、前述の外国人に対する等価引換が34万両、太政官布告による引換が判明分だけで157万両であり、現在判明している政府発行の悪質な金貨（事実上の贋貨）が381万両であるから、それよりも遥かに少ないことになる。結局は海外への流出分も含めて実質的には明治初期の混乱に乗じて殆どが切り捨てられて地金扱いされたのが実態であったとされている。

#### 新貨条例制定と造幣寮の設置

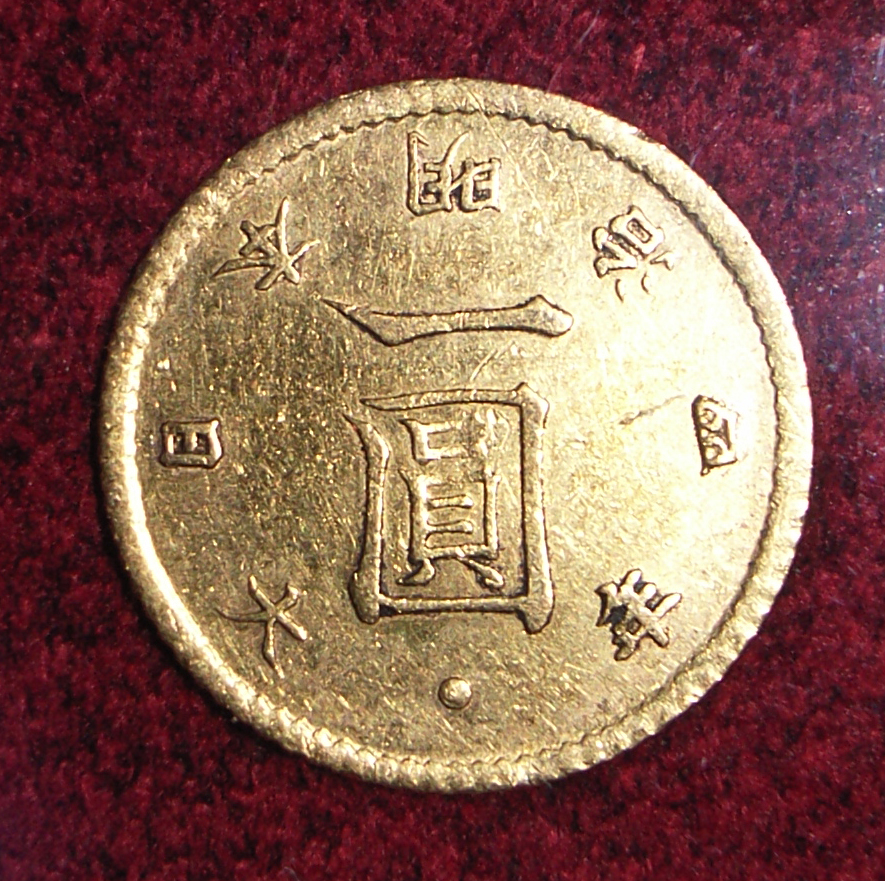
明治4年発行の一円金貨

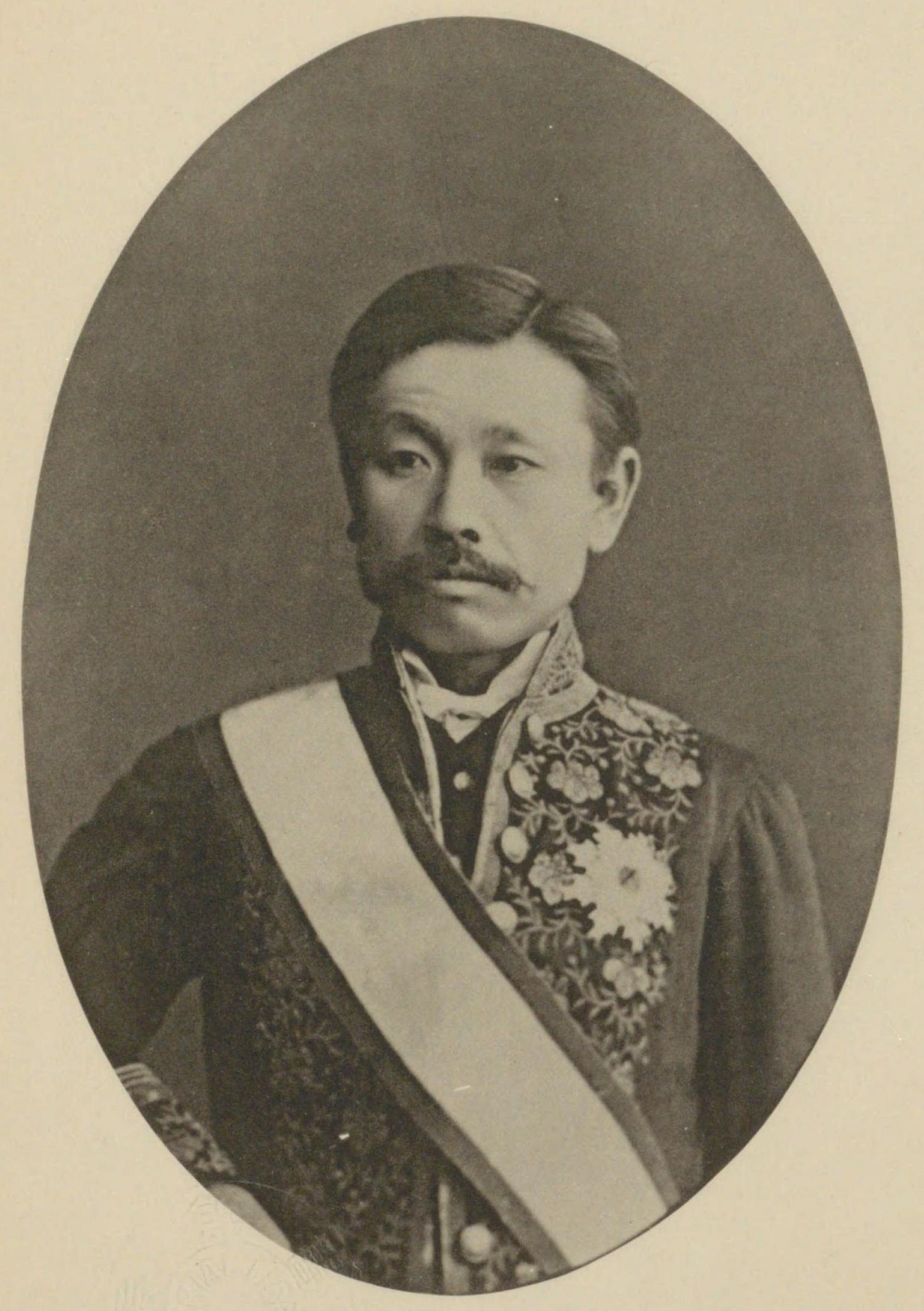
井上馨

その一方で大隈は近代的な貨幣制度を実施する計画を進めた。造幣施設の建設計画は由利公正が会計官副知事の時代より進めていたが、大隈が大蔵省設置とともに造幣寮を置いて井上馨を造幣頭に任命（明治2年8月18日）して以後本格化し、大阪に造幣工場の建設が進められた。
途中、火災による遅延があったものの、明治3年9月に工場は完成し、明治4年2月15日より仮稼動を開始した（4月4日本格稼動）。続いて5月10日（1871年6月17日）には円を基本単位とし、補助単位として「銭」「厘」を導入して、1円=100銭、1銭=10厘とする新貨条例が公布され、日本は近代的な貨幣制度への第一歩を踏み出すことになった。